# Reichskommissar für die Festigung deutschen Volkstums
Reichskommissar für die Festigung deutschen Volkstums (w skrócie RKFDV, pol. Komisarz Rzeszy do spraw Umacniania Niemczyzny) – urząd III Rzeszy zajmujący się planowaniem polityki germanizacyjnej oraz kierowaniem przesiedleniami ludności cywilnej na terenach okupowanych.

## Historia
Dekretem z 7 października 1939 powołane zostało stanowisko Komisarza Rzeszy do spraw Umacniania Niemczyzny, które objął Heinrich Himmler. W 1940 roku przy funkcji tej rozwinął się urząd III Rzeszy, tzw. Komisariat Rzeszy do spraw Umacniania Niemczyzny – RKFDV, który koordynował działalność dwóch niemieckich organizacji: VoMI (Głównego Urzędu Kolonizacyjnego dla Niemców Etnicznych) oraz RuSHA (niem. SS-Rasse-und-Siedlungshauptamt, czyli Głównego Urzędu do spraw Rasowych i Osiedleńczych SS), których celem była germanizacja terenów podbitych. Na czele urzędu od początku jego utworzenia do końca wojny stał Ulrich Greifelt, podlegający bezpośrednio Heinrichowi Himmlerowi. Siedziba Urzędu mieściła się w Berlinie-Halensee, przy ulicy Kurfürstendamm 140.

## Zadania urzędu
Do zadań urzędu należały planowanie, organizacja, nadzór, koordynacja oraz kierownictwo nad polityką przymusowej germanizacji, grabieżą i konfiskatą mienia oraz wysiedleniami i deportacją ludności krajów okupowanych na roboty przymusowe w III Rzeszy.

## Działalność

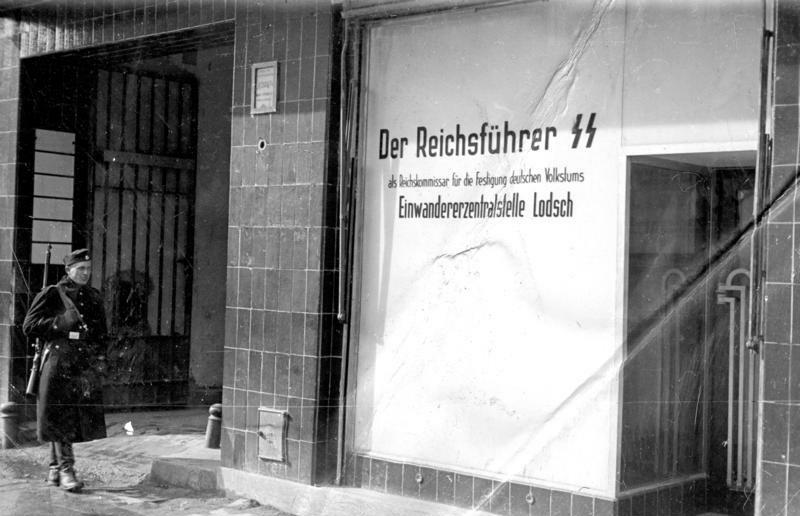
Siedziba RKFDV w okupowanej Łodzi

Urząd zajmował się całościowo logistyką działań mających na celu wysiedlenie względnie germanizację etnicznej ludności z terenów okupowanych i osiedlenie tam osadników niemieckich, przesiedlanych z Niemiec oraz krajów wschodniej Europy. Opracowywał w tym celu plany strategiczne oraz ustanawiał prawne dokumenty regulujące te kwestie.
W 1942 roku Główny Urząd Rzeszy dla spraw Umocnienia Niemczyzny wydał tzw. rozporządzenie nr 67/I, które stanowiło podstawę dla działalności germanizacyjnej szeregu niemieckich instytucji działających w okupowanej Polsce, jak sieć ośrodków Lebensborn, Niemieckich Szkół Ojczyźnianych, Urzędów Rasy i Osadnictwa oraz szeregu władz administracyjnych i wojskowych. Dokument ten, dotyczący „zniemczania dzieci z rodzin polskich i byłych polskich sierocińców”, zalecał weryfikację dzieci „nadających się do zniemczenia” poprzez ich selekcję na podstawie badań rasowych i psychologicznych oraz umieszczanie:

...dzieci w wieku od 6 do 12 lat w Niemieckich Szkołach Ojczyźnianych, a w wieku od 2 do 6 lat u rodzin, które wskaże Lebensborn.

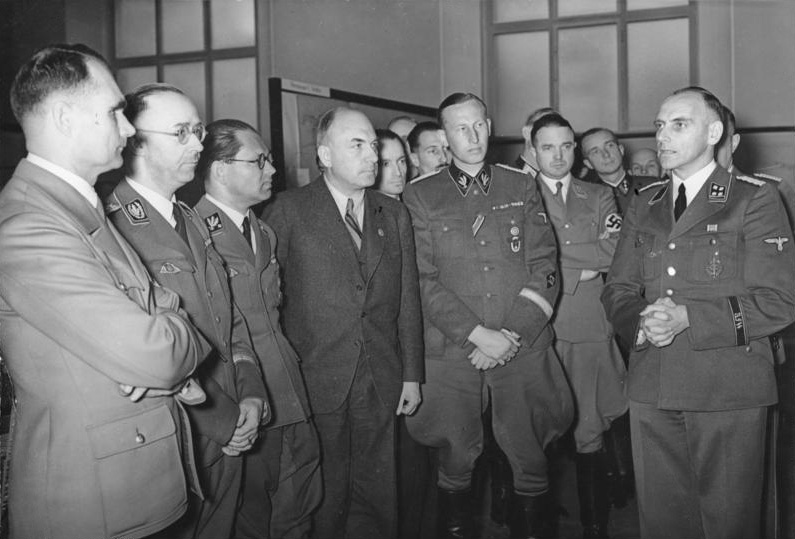
Konrad Meyer prezentuje wystawę „Planung und Aufbau im Osten” 1941. Od lewej stoją Rudolf Hess, Heinrich Himmler, Philipp Bouhler, Dr. Fritz Todt, Reinhard Heydrich, Erich Ehrlinger

## Organizacja
- Chef der Stabshauptamtes Persönlicher Referent – szef komisariatu, dział personalny
- Amtsgruppe A – pion A
  - Amt Z – Zentralamt – urząd centralny
  - Amt I – Umsiedlung und Volkstum – dział przesiedleńczy (SS-Obergruppenführer Werner Lorenz)
  - Amt II – Arbeitseinsatz – akcje zatrudnieniowe
- Amtsgruppe B – pion B
  - Amt III – Wirtschaft – gospodarka
  - Amt IV – Landwirtschaft – rolnictwo
  - Amt V – Finanzverwaltung – dział finansowy (Otto Schwarzenberger)
- Amtsgruppe C – pion C
  - Amt VI – Planung – planowanie SS-Oberführer Konrad Meyer
  - Amt VII – Bauten – budowle
  - Amt VIII – Zentralbodenamt – centralny urząd ziemski

Pełnomocnikiem Heinricha Himmlera do spraw umocnienia niemieckości w Generalnym Gubernatorstwie był SS-Obergruppenführer Friedrich Wilhelm Krüger.